# غلين هولم
غلين هولم هو لاعب كرة قدم نرويجي، ولد في 9 مارس 1969. شارك مع منتخب النرويج تحت 21 سنة لكرة القدم ومنتخب النرويج لكرة القدم. أما مع النوادي، فقد لعب مع نادي فريدريكستاد.

## وصلات خارجية
- غلين هولم على موقع اتحاد النرويج (النرويجية)
- غلين هولم على موقع قاعدة بيانات كرة القدم.إي يو (الإنجليزية)